# Petr Sedlák (fotbalista)
Petr Sedlák (8. dubna 1940 – 24. července 2005) byl český fotbalový útočník.

## Fotbalová kariéra
V československé lize hrál za TJ Bohemians ČKD Praha. Nastoupil v 5 ligových utkáních. Gól v lize nedal. Před angažmá v Bohemians hrál v Ústí nad Labem za Chemičku a Spartak a po něm za VTŽ Chomutov a Viktorii Žižkov.

## Ligová bilance
| Ročník                                   | Zápasy | Góly | Minuty | Klub                |
| ---------------------------------------- | ------ | ---- | ------ | ------------------- |
| 1. československá fotbalová liga 1966/67 | 5      | 0    | 450    | Bohemians ČKD Praha |
| CELKEM I. LIGA                           | 5      | 0    | 450    |                     |